# Traficantes de sueños
Traficantes de Sueños es una librería asociativa/distribuidora/editorial con un proyecto de producción y comunicación política que se constituye a mediados de la década de los 1990s, con el fin de servir de espacio de formación, reflexión y reunión para los movimientos sociales alternativos y antiautoritarios de Madrid. Se gestó en centros sociales okupas y por ella han pasado miembros del partido político Ganemos Madrid.
Desde la década de los 90, surgen colectivos en Madrid, comprometidos con temas como la ecología, el feminismo, el movimiento ocupa, el antimilitarismo, o la antiglobalización. En este contexto, aparece la necesidad de ofrecer un espacio estable, que proporcione formación, materiales para discusión y un lugar para el intercambio de ideas.

## Actividades
Actualmente, el proyecto lo componen una librería, una distribuidora y una editorial.
La librería está situada en Madrid, en la Calle Duque de Alba 13, en una zona significativa por el activismo cultural y social.
Uno de los propósitos de la editorial es rescatar obras de formación política clásica de los años 70 y 80 de difícil acceso. Se ha especializado en obras de pensamiento crítico, tratando temas como el feminismo, economía social, la ocupación de viviendas y de centros sociales o del antimilitarismo.
Su catálogo cuenta con dos líneas o colecciones fundamentales: Mapas, que ofrece análisis generales rigurosos, muchas veces de autores conocidos, sobre los intereses de la editorial, y Lemur (lecturas de máxima urgencia) , que con pequeño formato y coste reducido, aportan materiales de reflexión sobre cuestiones de actualidad.
Entre estas lecturas de máxima urgencia están las elaboradas por el Observatorio metropolitano de Madrid. Se trata de un colectivo de militantes pertenecientes a distintas disciplinas, que investigan, reflexionan y hacen propuestas sobre cuestiones actuales.
Traficantes de Sueños emplea la licencia Creative Commons con Copyleft en las obras que edita. A cambio se incentiva a los lectores a contribuir al proyecto con cualquier tipo de colaboración.
Además de sus propios libros, Traficantes de sueños distribuye también en la Comunidad de Madrid, y en algunas librerías de otras comunidades, obras de editoriales pequeñas españolas y de América Latina, con un fondo afín a sus intereses.
Dentro del proyecto, también se organizan cursos y actividades sobre temas de actualidad en los que participan personajes reconocidos. De esto se encarga el área de formación «Nociones Comunes».
La editorial también publica traducciones de libros copyleft, como Software libre para una sociedad libre o El código 2.0 y manuscritos tales como manuales dedicados a la producción de contenidos copyleft.
También tiene un taller de diseño colaborativo, abierto a otras entidades que se muevan en el ámbito de la economía social.
En el año 2014 se responsabilizó de la edición en español de la revista Revista de la nueva izquierda.

## Organización y financiación

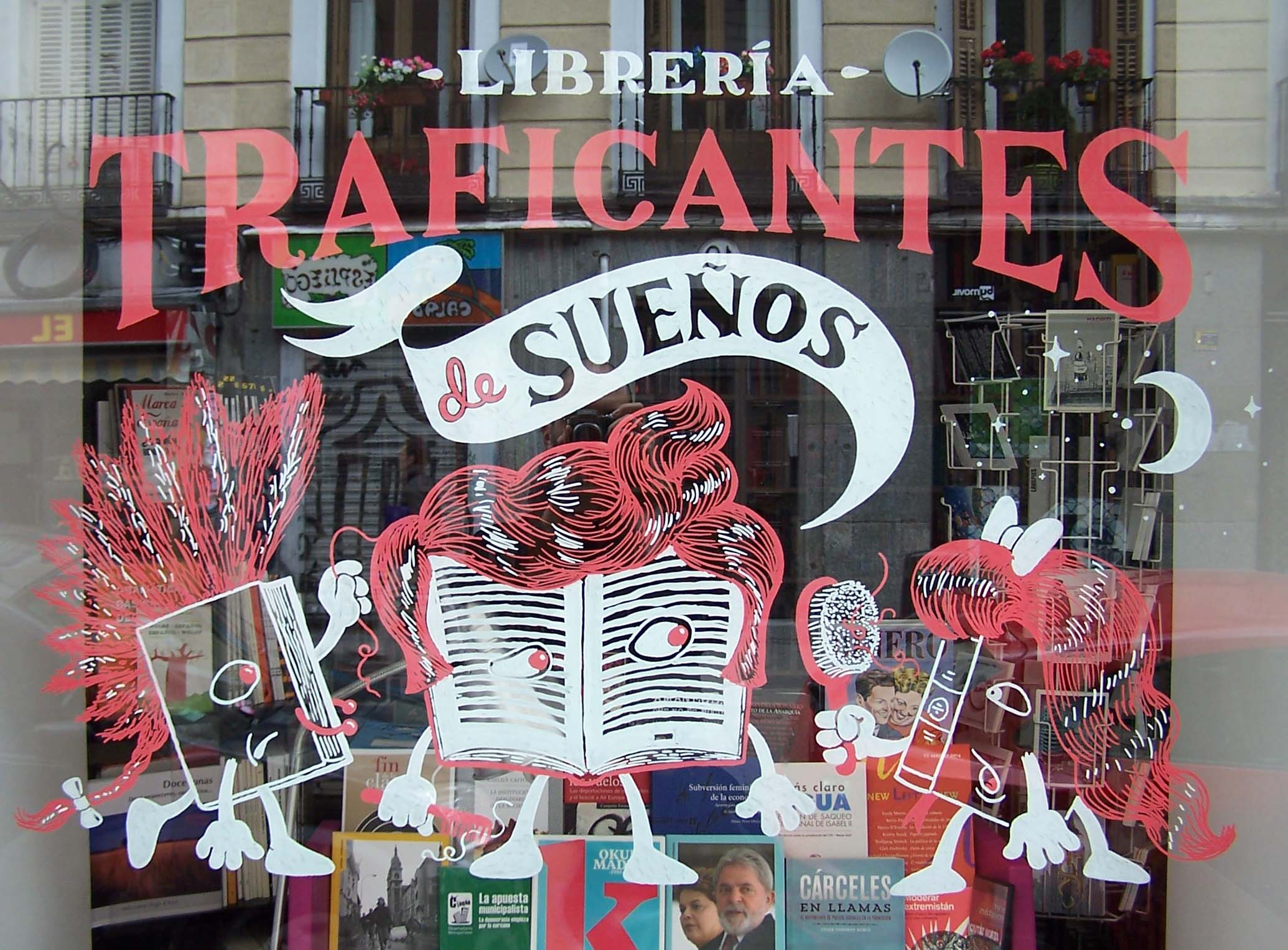
Aparador de la librería "Traficantes de sueños" en Madrid-España.

La asociación se organiza de forma asamblearia y horizontal. Cada área cuenta con una asamblea que funciona de forma autónoma, en cuanto a presupuesto y toma de decisiones.
El proyecto forma parte de una red mayor de colectivos con intereses comunes, que participan además en la Fundación de los Comunes, que engloba otros proyectos similares.
El proyecto se financia mediante los ingresos generados por la venta de los libros o las suscripciones, y los cursos, para los que hay varios tipos de tarifas en función del poder adquisitivo de los participantes.

## Premios
Recibió el premio Librería Cultural 2015, que concede la Confederación Española de Gremios y Asociaciones de Libreros (CEGAL) en reconocimiento a la difusión del libro y de la lectura. Para dicho premio se presentaron un total de 25 librerías. El certamen cuenta con el apoyo del Ministerio de Educación y Cultura.